# Куспиш, Александр Владимирович
Александр Владимирович Куспиш (род. 27 ноября 1967) — украинский самбист и дзюдоист, чемпион (1995) и бронзовый призёр (1996) чемпионатов Европы по самбо, серебряный призёр чемпионата мира по самбо 1994 года, бронзовый призёр московского международного турнира 1994 года по дзюдо, мастер спорта международного класса по самбо[уточнить]. По самбо выступал во второй полусредней весовой категории (до 74 кг).
Участвует в международных соревнованиях по самбо среди ветеранов. Работает преподавателем кафедры физического воспитания НУ «Львовская политехника». Отец Владимир Куспиш (1942) — советский самбист и дзюдоист, призёр чемпионата СССР по самбо, чемпион Европы по дзюдо, мастер спорта СССР международного класса, Заслуженный тренер Украины.